# Gangsters
Gangsters är en roman av Klas Östergren utgiven 2005. Romanen är en fristående fortsättning på Östergrens genombrottsroman Gentlemen från 1980. Den utspelar sig tjugofem år senare och skildrar vad som hände med bröderna Morgan från den tidigare romanen.
Gangsters är översatt till ett tiotal språk, bland annat danska, franska, tyska och ryska.

## Mottagande
Romanen fick vid sin utgivning ett mycket positivt mottagande av flera kritiker. "En skandal och en häpnadsväckande roman" skrev Jonas Thente i Dagens Nyheter medan Caj Lundgren i Svenska Dagbladet kallade den för "en sann diktarvision".
Förväntningarna på att romanen skulle kunna mäta sig med Gentlemen fick, med vissa invändningar från Göteborgs-Postens recensent om att "den muntra berättelsen har förbytts i nattsvart dystopi", överlag ett jakande svar. "Det krävs ett otidsenligt mod att göra det som Klas Östergren nu har gjort. Att återkomma efter 25 år och som mogen man dekonstruera det som ynglingen skapat är vansinne", skrev Jonas Thente i Dagens Nyheter, men konstaterade att vansinnet är parat med ett stort mått förnuft.
Daniel Sandström i Sydsvenska Dagbladet liknade Östergren vid Muhammed Ali: "Skillnaden mellan böckerna är som skillnaden mellan Cassius Clay och Muhammad Ali. Otvivelaktigt var den yngre Clay en snabbare och rappare boxare, men den äldre Ali hade ett större hjärta, ett annat mod. Ali kunde ta stryk, det var i själva verket så han vann."

## Filmatisering
1 januari 2016 visades Gentlemen & Gangsters i SVT, en filmatisering av Gentlemen och Gangsters i miniserieformat.